# Integrated Lights-Out
Integrated Lights-Out ("ILO") è una tecnologia integrata di gestione server inventata da Hewlett-Packard, basata sul brevetto di Adrian White, la quale semplifica le operazioni di gestione e monitoraggio out-of-band. Fisicamente è una porta Ethernet che può essere trovata nei più grande server Proliant.
ILO rende possibile eseguire operazione su un server HP attraverso un accesso remoto. La tecnologia ILO ha una connessione di rete separata. Le caratteristiche principali sono le seguenti:
- Riavviare il Server (nel caso non risponda ai comandi attraverso la normale connessione di rete)
- Accendere il Server
- Montare immagini CD/DVD da remoto
- Accesso al server IML (integrated Management Log)